# NGC 338

NGC 338

NGC 338 هي مجرة تتبع كوكبة الحوت. اكتشفها فيلهلم تمبل في 1877.

## روابط خارجية
- NGC 338 على موقع ويكي سكاي: DSS2, SDSS, GALEX, IRAS, Hydrogen α, X-Ray, Astrophoto, Sky Map, Articles and images